# Secretaría de Provincias
La Secretaría de Provincias de Argentina es una secretaría de estado del gobierno nacional dependiente del Poder Ejecutivo Nacional por intermedio del Ministerio del Interior de la Nación.
Su objetivo establecido es la «armonización» de la política entre el gobierno nacional y los gobiernos provinciales y de la ciudad autónoma de Buenos Aires (decreto n.º 50/2019).

## Historia
Fue creada por decreto presidencial de Fernando de la Rúa de diciembre de 1999. En diciembre de 2015 pasó a formar parte del Ministerio del Interior, Obras Públicas y Vivienda. En diciembre de 2019 el Poder Ejecutivo restableció la denominación original del «Ministerio del Interior».

## Organismos dependientes
En diciembre de 2015 pasó a estar conformada por las Subsecretarías de Desarrollo Provincial y de Relaciones con Provincias. A partir de diciembre de 2019 quedó constituida por las Subsecretarías de Relaciones con las Provincias y de Políticas para el Desarrollo con Equidad Regional.